# قيادة الرأي
قيادة الرأي هي القيادة من قِبل مستخدم نشط للوسائط يفسر معنى رسائل الوسائط أو المحتوى لمستخدمي الوسائط المنخفضة. عادة ما يحظي قادة الرأي بتقدير كبير من قبل أولئك الذين يقبلون آرائهم.
تأتي قيادة الرأي من نظرية تدفق من خطوتين للتواصل والتي روج لها بول لازارسفيلد وإلياهو كاتس. كان المطورون الكبار للنظرية هم روبرت ك. ميرتون، سي رايت ميلز وبرنارد بيرلسون.
هذه النظرية هي واحدة من عدة نماذج تحاول تفسير نشر الابتكارات أو الأفكار أو المنتجات التجارية.
قادة الرأي هم مجموعة من الافراد الذين لهم تأثير على سلوك الاخرين نتيجةً لتميزهم من نواح مختلفة مثل: شخصيتهم، ماراتهم، أواطلاعهم على الشأن العام. وغالباً ما يكونون أكثر استخداماً لوسائل الاتصال من غيرهم.نشأ هذا المفهوم عن نظرية تدفق الاتصال ذو الخطوتين (Two Step Flow Theory) التي اقترحها بول لازارسفيلد إليهو كاتز.

## نظرية تدفق الاتصال عبر مرحلتين
هي عملية أخذ المعلومات من وسائل الاعلام. تُقسم هذه النظرية تدفق المعلومات القادمة من الاعلام إلى مرحلتين. المرحلة الأولى هي انتقال المعلومات إلى قادة الرأي المهتمين بها. في المرحلة الثانية ينقل قادة الرأي المعلومات المتلقاه إلى الافراد إضافة إلى التصور الشخصي للقادة لتلك المعلومات وأراءهم وتفسريراتهم لها.ساعدت هذه النظرية في تطوير مفهوم كيفية تأثير وسائل الاعلام الجماهيري على طريقة اتخاذ القرارات لدى الافراد.

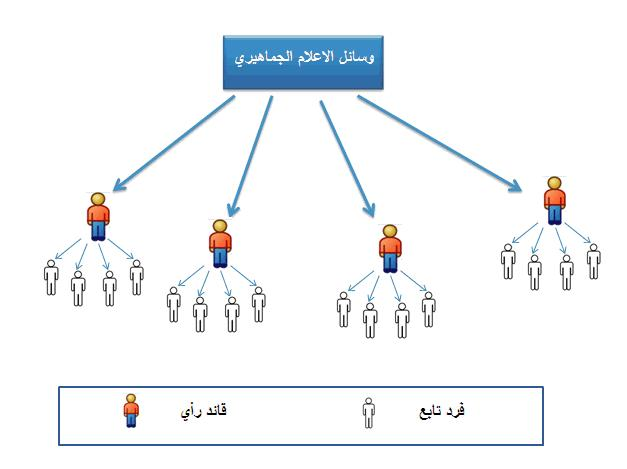

## قادة الرأي فيالتسويق
نتيجة للتأثير الذي يحدثه قائد الرأي، قد يوجه المسوقون رسالتهم إلى قادة الرأي بشكل مباشر للتأثير على الافرا بشكل أكبر. من ذلك على سبيل المثال توجه حملة اعلانية عن منتجات خاصة بالاسنان إلى أطباء الأسنان، الذين يعتبرهم الافراد المحيطين بهم مصادر موثوقه لتلقي معلومات عن صحة الأسنان. وقد يتم تفعيل دور قادة الرأي بطلب المسوقين منهم تزكية منتج معين أو فكره معينه. وهذة الطريقة تستخدم في الاعلانات التلفزيونية العربية مثل: ظهور الشيخ سلمان العودة في اعلان السلامة المرورية.

## قادة الرأي في المملكة العربية السعودية
كأي مجتمع اخر قادة الرأي في المملكة العربية السعودية يختلفون باختلاف المجالات. مثال: طبيب في المجال الصحي، موظف تقنية معلومات في مجال التكنولوجيا. لكن أكثر القادة تأثيرا في المملكة على الرأي العام وتوجهات الافراد هم العلماء والدعاة.ويرى د.محمد البشر أن قادة الراي في المملكة غالبا ما تتوفر فيهم الخصائص التالية:
1. الصفة الدينية (التدين)
2. الثقة والقبول الاجتماعي
3. التعرض لوسائل الاتصال بشكل مستمر

## وصلات خارجية
باقة الأوائل الشروق (المصرية)، 30 يوليو 2011